# Тера Нова (вулкан)
Тера Нова је снегом прекривена неактивна вулканска планина (2.130 m).  Простире се између планинa Еребус и Терор на Росовом острву, код обале Антарктика. Први пут је мапирана за време експедиције Дискавери 1901–1904. Назив је добила према називу помоћног брода ове и Британске антарктичке експедиције (1910–1913.).
Превој Тера Нова један је од три истакнута снежна превоја на острву Рос. Лежи на приближно 1.400 m надморске висине, између планина Еребус и Тера Нове. Име је добио по истоименој планини, која се уздиже на 2.130 m источно њега.
Ледник Тера Нова је глечер дуг око 9 km у северно-централном делу Росовог острва. Креће се на север од превоја, између планина Еребус и Тера Нове и утиче у залив Луис. Име је такође добио по оближњој истоименој планини.